# Тяньчжоу-2
«Тяньчжоу-2» (кит. трад. 天舟二号, пиньинь Tiān Zhōu èrhào, палл. Тяньчжоу Эрхао, буквально: «Небесный корабль №2») — второй китайский грузовой космический корабль серии «Тяньчжоу». Первый корабль, отправленный к китайской многомодульной станции«Тяньгун».

## Запуск и стыковка
Запуск «Тяньчжоу-2», ракетой «Чанчжэн-7» с прибрежного космодрома Вэньчан, состоялся 29 мая 2021 года в 12:55 UTC. Автоматическая пристыковка к кормовому порту запущенного месяцем ранее базового модуля станции состоялась в тот же день в 21:01 UTC, это была первая стыковка со станцией «Тяньгун».

## Полёт
Корабль доставил на станцию 1950 кг горючего и 4690 кг грузов для экипажа корабля «Шэньчжоу-12», включая скафандры для ВКД. Во время полёта им было произведено несколько тестовых перестыковок.

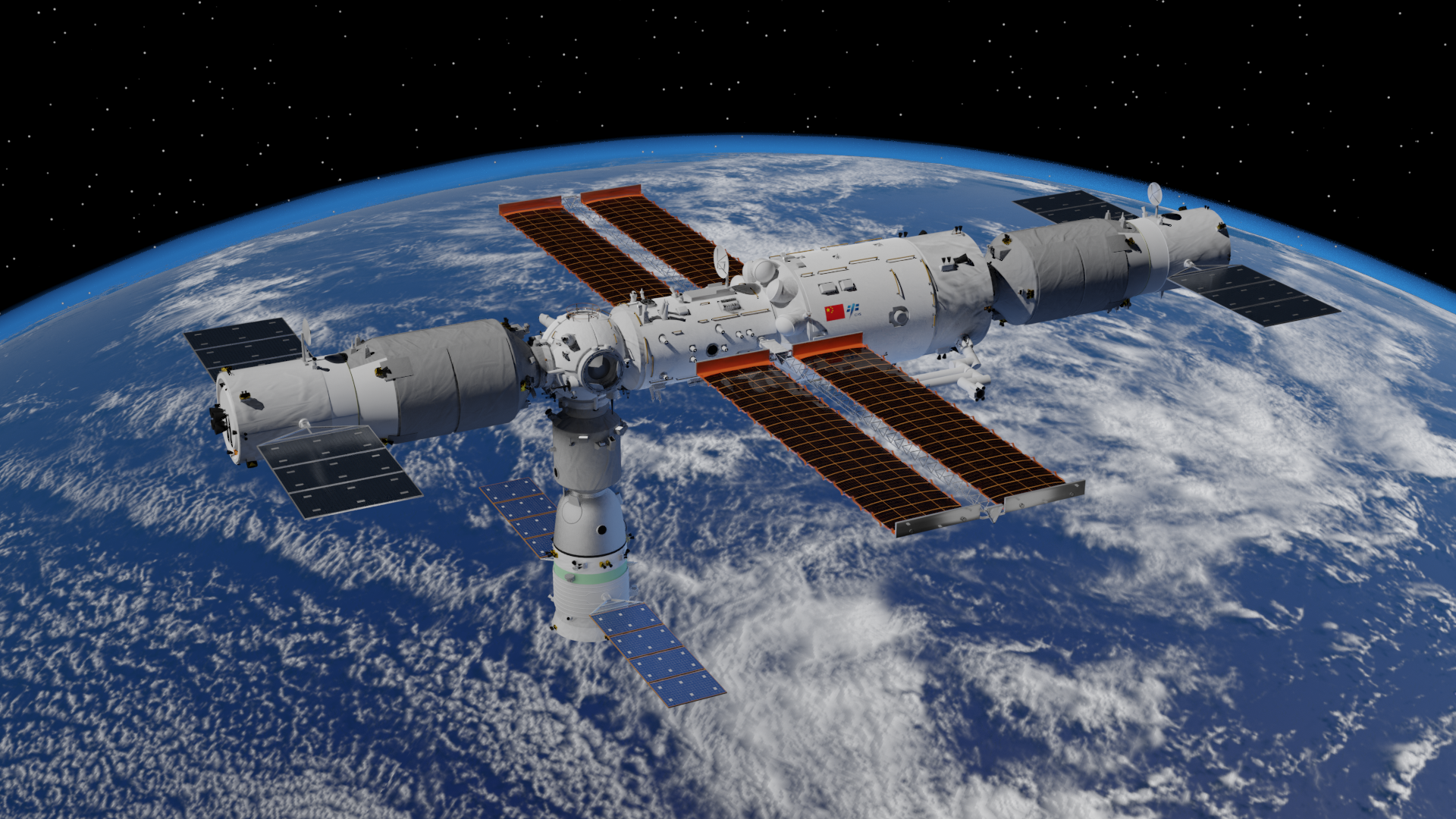
Модель станции «Тяньгун» с тремя пристыкованными кораблями. Корма — справа

17 июня 2021 года к станции прибыл пилотируемый корабль «Шэньчжоу-12», пробывший на станции до 16 сентября 2021 года. Экипаж корабля разгрузил «Тяньчжоу-2» и проводил с ним эксперименты по перестыковкам.
18 сентября 2021 года «Тяньчжоу-2» перестыковался на передний стыковочный узел станции, освободив место для пристыковавшегося к кормовому узлу 20 сентября 2021 года грузового корабля «Тяньчжоу-3», привезшего на станцию груз для экипажа пилотируемого корабля «Шэньчжоу-13», прибывшего на станцию 15 октября 2021 года.
27 марта 2022 года, в 07:59 UTC «Тяньчжоу-2» в последний раз автоматически отстыковался от станции, 30 марта провёл тестовое сближение со станцией, 31 марта вошёл в плотные слои атмосферы и сгорел. Корабль пробыл на станции 305 суток 21 час и 44 минуты.